# Jeff Radebe

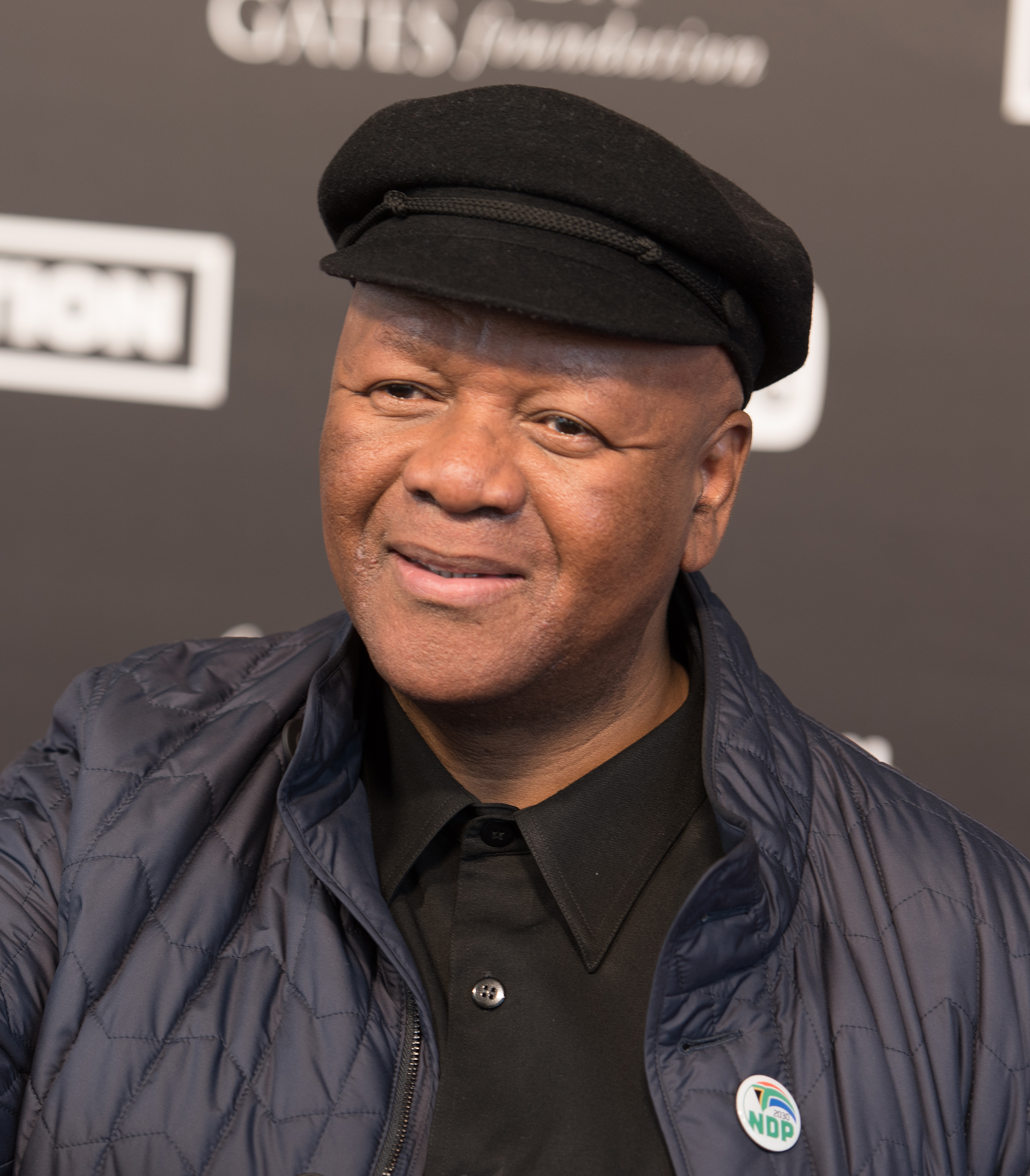
Jeff Radebe beim Global Citizen Festival in Hamburg (2017)

Jeffrey Thamsanqa „Jeff“ Radebe (* 18. Februar 1953 in Cato Manor, Durban) ist ein südafrikanischer Politiker, war Justizminister seines Landes und Minister sowie Vizevorsitzender des Nationalen Planungsrates in der Präsidentenadministration von Jacob Zuma. 2018 bis 2019 war er Minister of Energy („Energieminister“).

## Leben
Jeff Radebe kam als jüngstes von drei Kindern des Ehepaars Eleanor und Isaac Radebe zur Welt. Der Vater wahr als Kraftfahrer in Durban tätig. Zwischen 1959 und 1962 besuchte er die Dukemini Lower Primary School und im Anschluss die Isilimela Higher Primary School bis 1966. Sein Matric legte er 1971 an der Isibonelo High School in KwaMashu ab. Im Jahre 1972 gründete Radebe die KwaMashu Youth Organisation.
Radebe studierte Rechtswissenschaft an der Universität Zululand, wo er mit einem Bachelor of Laws 1976 abschloss. Danach schloss er sich dem African National Congress an und betätigte sich in der politischen Arbeit unter Studenten. Während dieser Zeit war er als Anwalt in Durban tätig. 1977 verließ er auf Geheiß des ANC Südafrika und wurde in Daressalam (Tansania) für zwei Jahre als Journalist bei dem ANC-Sender Radio Freedom beschäftigt.
Seit 1978 studierte Radebe Internationales Recht und erlangte 1981 einen Master of Laws (LLM) an der Karl-Marx-Universität in Leipzig (Universität Leipzig). Danach wurde er zwischen 1981 und 1982 als Stellvertreter des ANC-Repräsentanten in Daressalam (Tansania) eingesetzt. Schon 1982 wechselte Radebe nach Lusaka, wo er im ANC-Hauptquartier in der Abteilung für internationale Beziehungen neue berufliche Erfahrungen sammeln konnte. 1983 entsandte ihn der ANC nach Lesotho, um von hier Untergrundstrukturen des ANC und für die SACP in Südafrika zu organisieren. Dabei kam er mit Moses Mabhida in Kontakt, der einen großen Einfluss auf ihn ausübte. Einen weiteren Studienaufenthalt absolvierte Radebe 1985 in Moskau an der Parteihochschule der KPdSU W. I. Lenin.
Eine militärische Ausbildung erhielt Radebe im Umkhonto we Sizwe (MK). Er wurde 1986 in Johannesburg verhaftet und unter Anwendung des Terrorism Act vom Apartheidregime Südafrikas zu zehn Jahren Haft auf Robben Island verurteilt. Nach einem Berufungsverfahren reduzierte man die Haftstrafe auf 6 Jahre. 1990 wurde er nach einem zwölftägigen Hungerstreik freigelassen.
1990 wurde Radebe stellvertretender Vorsitzender des ANC in dessen Gliederung Southern Natal Region (1991 bis 1994) und Sekretär der SACP (1990 bis 1991), im Anschluss hatte er verschiedene Position in der Provinzverwaltung der Partei inne. Zudem war er von 1990 bis 1991 Koordinator der National Association of Democratic Lawyers (NADEL).
Seit 1991 ist er Mitglied des nationalen Exekutivkomitees und des nationalen Arbeitskomitees des ANC. Nach der Parlamentswahl 1994 wurde er Minister für Öffentliche Arbeiten im Kabinett Mandela. Im Kabinett von Thabo Mbeki war er von 1999 bis 2004 Minister für Staatsunternehmen. Danach diente er von 2004 bis 2009 als Transportminister und von 2009 bis 2014 als Justizminister. Im Mai 2014 berief ihn Jacob Zuma als Minister of Planning, Monitoring and Evaluation in die Präsidentenverwaltung. 2018 wurde er Energieminister, 2019 wurde er nicht mehr in das Kabinett Ramaphosa II aufgenommen.
Radebe ist mit Bridgette Radebe verheiratet, Südafrikas erster Bergbauunternehmerin und Schwester des Bergbaumagnaten Patrice Motsepe.

## Ehrungen
- Ehrendoktor (Humane Letters) der Chicago State University, 1996[5]
- Honorary Colonel der South African Air Force, Mobile Deployment Wing, 2006[5]